# Бедфорд (Індіана)
Бедфорд (англ. Bedford) — місто (англ. city) в США, в окрузі Лоуренс штату Індіана. Населення — 13 792 особи (2020).

## Географія
Бедфорд розташований за координатами 38°51′37″ пн. ш. 86°29′22″ зх. д. / 38.86028° пн. ш. 86.48944° зх. д. (38.860239, -86.489518).  За даними Бюро перепису населення США в 2010 році місто мало площу 31,50 км², уся площа — суходіл.

### Клімат
| Клімат : Бедфорд        | Клімат : Бедфорд | Клімат : Бедфорд | Клімат : Бедфорд | Клімат : Бедфорд | Клімат : Бедфорд | Клімат : Бедфорд | Клімат : Бедфорд | Клімат : Бедфорд | Клімат : Бедфорд | Клімат : Бедфорд | Клімат : Бедфорд | Клімат : Бедфорд | Клімат : Бедфорд |
| Показник                | Січ.             | Лют.             | Бер.             | Квіт.            | Трав.            | Черв.            | Лип.             | Серп.            | Вер.             | Жовт.            | Лист.            | Груд.            | Рік              |
| Абсолютний максимум, °C | 23,9             | 25,0             | 30,6             | 33,3             | 39,4             | 42,2             | 43,9             | 42,8             | 40,6             | 35,6             | 32,8             | 23,9             | 43,9             |
| Середній максимум, °C   | 4,0              | 6,3              | 12,1             | 18,8             | 24,1             | 28,7             | 30,7             | 30,1             | 26,7             | 20,2             | 12,4             | 5,9              | 18,3             |
| Середній мінімум, °C    | −6,3             | −4,9             | −0,3             | 5,3              | 10,6             | 15,7             | 17,7             | 16,7             | 12,7             | 6,0              | 0,7              | −4,1             | 5,8              |
| Абсолютний мінімум, °C  | −33,9            | −27,8            | −21,1            | −10,6            | −2,8             | 2,8              | 7,2              | 5,0              | −2,8             | −8,9             | −19,4            | −30,6            | −33,9            |
| Норма опадів, мм        | 70               | 69               | 96               | 114              | 128              | 104              | 115              | 107              | 79               | 82               | 100              | 84               | 1147             |
| ----------------------- | ---------------- | ---------------- | ---------------- | ---------------- | ---------------- | ---------------- | ---------------- | ---------------- | ---------------- | ---------------- | ---------------- | ---------------- | ---------------- |
| Джерело:                |                  |                  |                  |                  |                  |                  |                  |                  |                  |                  |                  |                  |                  |

## Демографія
Згідно з переписом 2010 року, у місті мешкало 13 413 осіб у 5801 домогосподарстві у складі 3426 родин. Густота населення становила 426 осіб/км².  Було 6553 помешкання (208/км²).
Расовий склад населення:
| - 96,2 % — білих - 0,9 % — азіатів - 0,8 % — чорних або афроамериканців - 0,3 % — корінних американців |

До двох чи більше рас належало 1,3 %. Частка іспаномовних становила 1,8 % від усіх жителів.
За віковим діапазоном населення розподілялося таким чином: 22,3 % — особи молодші 18 років, 57,6 % — особи у віці 18—64 років, 20,1 % — особи у віці 65 років та старші. Медіана віку мешканця становила 41,5 року. На 100 осіб жіночої статі у місті припадало 89,8 чоловіків;  на 100 жінок у віці від 18 років та старших — 85,6 чоловіків також старших 18 років.
Середній дохід на одне домашнє господарство  становив 49 850 доларів США (медіана — 37 706), а середній дохід на одну сім'ю — 59 418 доларів (медіана — 44 335). Медіана доходів становила 40 739 доларів для чоловіків та 30 098 доларів для жінок. За межею бідності перебувало 19,8 % осіб, у тому числі 32,0 % дітей у віці до 18 років та 9,9 % осіб у віці 65 років та старших.
Цивільне працевлаштоване населення становило 5468 осіб. Основні галузі зайнятості: освіта, охорона здоров'я та соціальна допомога — 24,6 %, роздрібна торгівля — 16,7 %, виробництво — 16,6 %.